# Ліберті-Гілл (Техас)
Ліберті-Гілл (англ. Liberty Hill) — місто (англ. city) в США, в окрузі Вільямсон штату Техас. Населення — 3646 осіб (2020).

## Географія
Ліберті-Гілл розташоване за координатами 30°39′44″ пн. ш. 97°54′27″ зх. д. / 30.66222° пн. ш. 97.90750° зх. д. (30.662268, -97.907541).  За даними Бюро перепису населення США в 2010 році місто мало площу 5,80 км², з яких 5,80 км² — суходіл та 0,00 км² — водойми.

## Демографія
Згідно з переписом 2010 року, у місті мешкало 967 осіб у 337 домогосподарствах у складі 224 родин. Густота населення становила 167 осіб/км².  Було 387 помешкань (67/км²).
Расовий склад населення:
| - 83,9 % — білих - 1,6 % — чорних або афроамериканців - 0,8 % — азіатів - 0,7 % — корінних американців - 9,5 % — осіб інших рас |

До двох чи більше рас належало 3,5 %. Частка іспаномовних становила 19,3 % від усіх жителів.
За віковим діапазоном населення розподілялося таким чином: 34,9 % — особи молодші 18 років, 52,8 % — особи у віці 18—64 років, 12,3 % — особи у віці 65 років та старші. Медіана віку мешканця становила 34,2 року. На 100 осіб жіночої статі у місті припадало 113,5 чоловіків;  на 100 жінок у віці від 18 років та старших — 104,5 чоловіків також старших 18 років.
Середній дохід на одне домашнє господарство  становив 61 281 долар США (медіана — 50 074), а середній дохід на одну сім'ю — 69 345 доларів (медіана — 63 333). Медіана доходів становила 38 125 доларів для чоловіків та 29 519 доларів для жінок. За межею бідності перебувало 21,4 % осіб, у тому числі 38,3 % дітей у віці до 18 років та 0,0 % осіб у віці 65 років та старших.
Цивільне працевлаштоване населення становило 590 осіб. Основні галузі зайнятості: освіта, охорона здоров'я та соціальна допомога — 29,2 %, будівництво — 13,9 %, публічна адміністрація — 9,2 %, виробництво — 8,1 %.